# ألزا
ألزا هي شركة متخصصة في النقل الحضري بالحافلات، وهي حاصلة على صفقة لتشغيل حافلاتها للنقل الحضري في 6 مدن مغربية وهي: مراكش، أكادير، طنجة، خريبكة، الرباط، والدار البيضاء.

## تاريخ
- 1999: حصلت ألزا على صفقة تشغيل حافلات النقل الحضري في مدينة مراكش.
- 2006: تم منح امتياز إستغلال الحافلات السياحية (سيتي تور مراكش) إلى شركة ألزا.
- 2010: حصلت ألزا على صفقة تشغيل حافلات النقل الحضري مدينة أكادير.
- 2013: حصلت ألزا على صفقة تشغيل حافلات النقل الحضري في مدينة طنجة.
- 2014: تم إفتتاح مركز تدريب السائقين المحترفين في مجال النقل للحصول على شهادة «السائقين المهنيين المعتمدين».[3]
- 2015: حصلت ألزا على صفقة تشغيل حافلات النقل الحضري في مدينة خريبكة.[4]
- 2017: إنطلاق الحافلات الكهربائية في مدينة مراكش.[5]
- 2019: حصلت ألزا على صفقة تشغيل حافلات النقل الحضري بمدن الرباط والدار البيضاء.[6]

## مركز تدريب السائقين المحترفين
يقوم هذا المركز التابع لشركة ألزا بتدريب السائقين من خلال دورتين تكوينيتين هما:
- التكوين الإلزامي المستمر (FCO)
- التدريب التأهيلي الأولي الأدنى الإلزامي (FQIMO) لفائدة السائقين المهنيين الحاصلين على رخصة السياقة من صنف [«ج» أو هـ «ج» ] أو [«د» أو هـ «د»] للحصول على بطاقة السائق المهني.

كما يتوفر هذا المركز على أجهزة لمحاكاة السياقة، تم إعدادها خصيصا لتأهيل السائقين المحترفين لاحقا للتعامل مع أي حالة قد تواجههم أثناء السياقة.

## الفروع

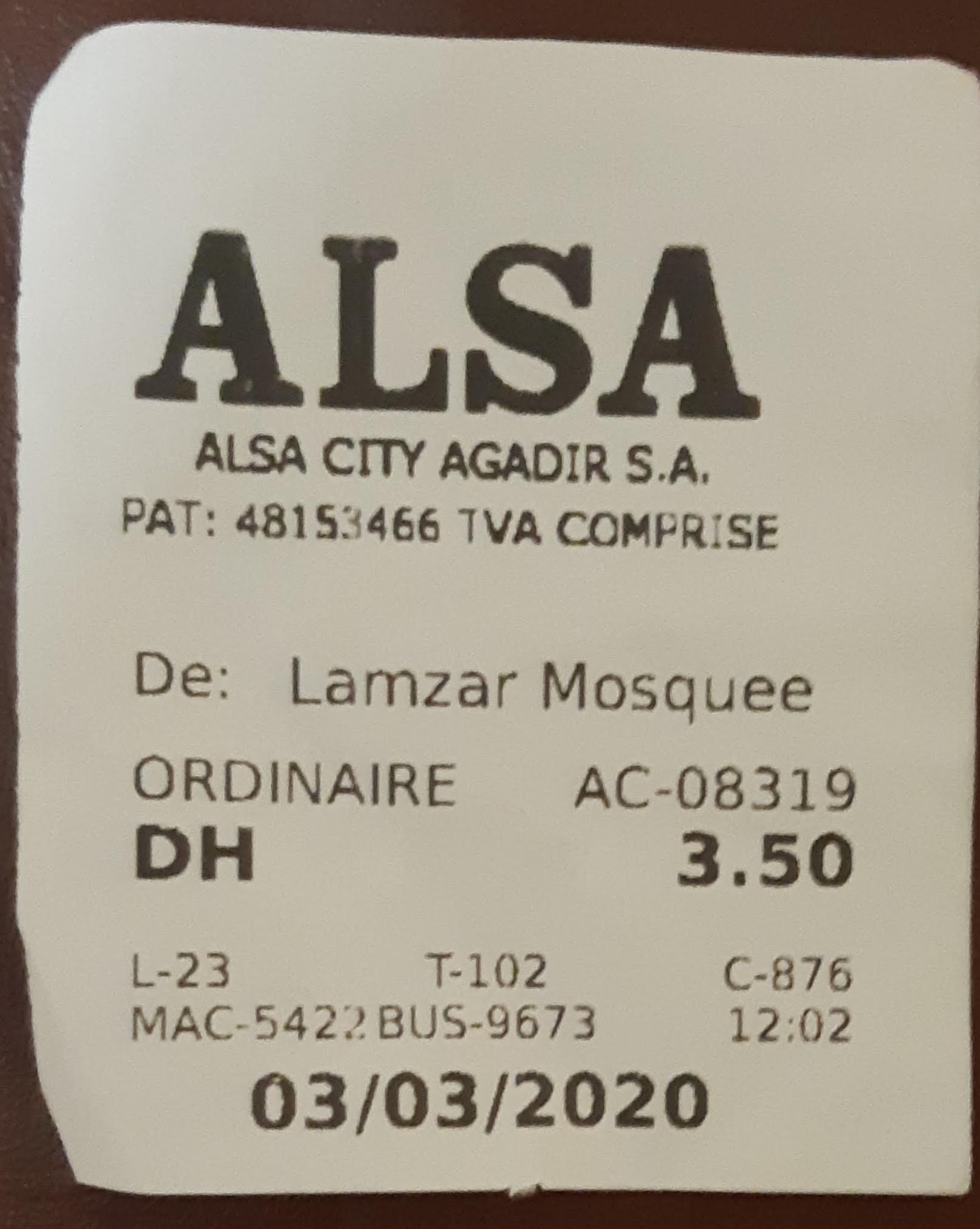
تذكرة ألزا، ويجب الإحتفاظ بها خلال كل رحلة ليتم تقديمها لموظفي ألزا في حالة وجود مراقبة لرصد المخالفين الذين يتسللون للحافلات بدون إقتناء التذاكر

حصلت ألزا على صفقة تشغيل حافلات النقل الحضري في 6 مدن مغربية، وفي كل مدينة تقوم الشركة بصباغة الحافلات بلون مختلف:
- حافلات ألزا في مراكش: اللون الأبيض والبني
- حافلات ألزا في أكادير: اللون الأبيض والأزرق
- حافلات ألزا في طنجة: اللون الأزرق الفاتح
- حافلات ألزا في خريبكة: اللون الأبيض والأحمر
- حافلات ألزا في الرباط: اللون الأبيض مع تشكيلة منوعة من الألوان
- حافلات ألزا في الدار البيضاء: اللون الأصفر والرمادي

## التذاكر
يمكن شراء تذاكر حافلات ألزا، مباشرة من سائق الحافلة، وتختلف الأسعار من خط لآخر. كما يمكن في بعض المدن مثل أكادير و مراكش شراء بطاقة إخلاص وهي بطاقة قابلة لإعادة الشحن، ومن مميزات هذه البطاقة هو الحصول على خصم في كل رحلة. فعلى سبيل المثال: إذا قام الزبون بدفع سعر التذكرة نقداً سيدفع 4 دراهم، ولكن إذا دفع بواسطة بطاقة إخلاص فسيدفع فقط 3.6 درهم. كما أن من مميزات البطاقة الحصول على خصم عند الانتقال من خط إلى آخر، يعني يمكن للزبون استخدام حافلتين للوصول لوجهته النهائية بثمن تذكرة واحدة.

## الحافلات

حافلة ألزا في الرباط
حافلة ألزا في طنجة
حافلة ألزا في مراكش
حافلة ألزا الكهربائية في مراكش
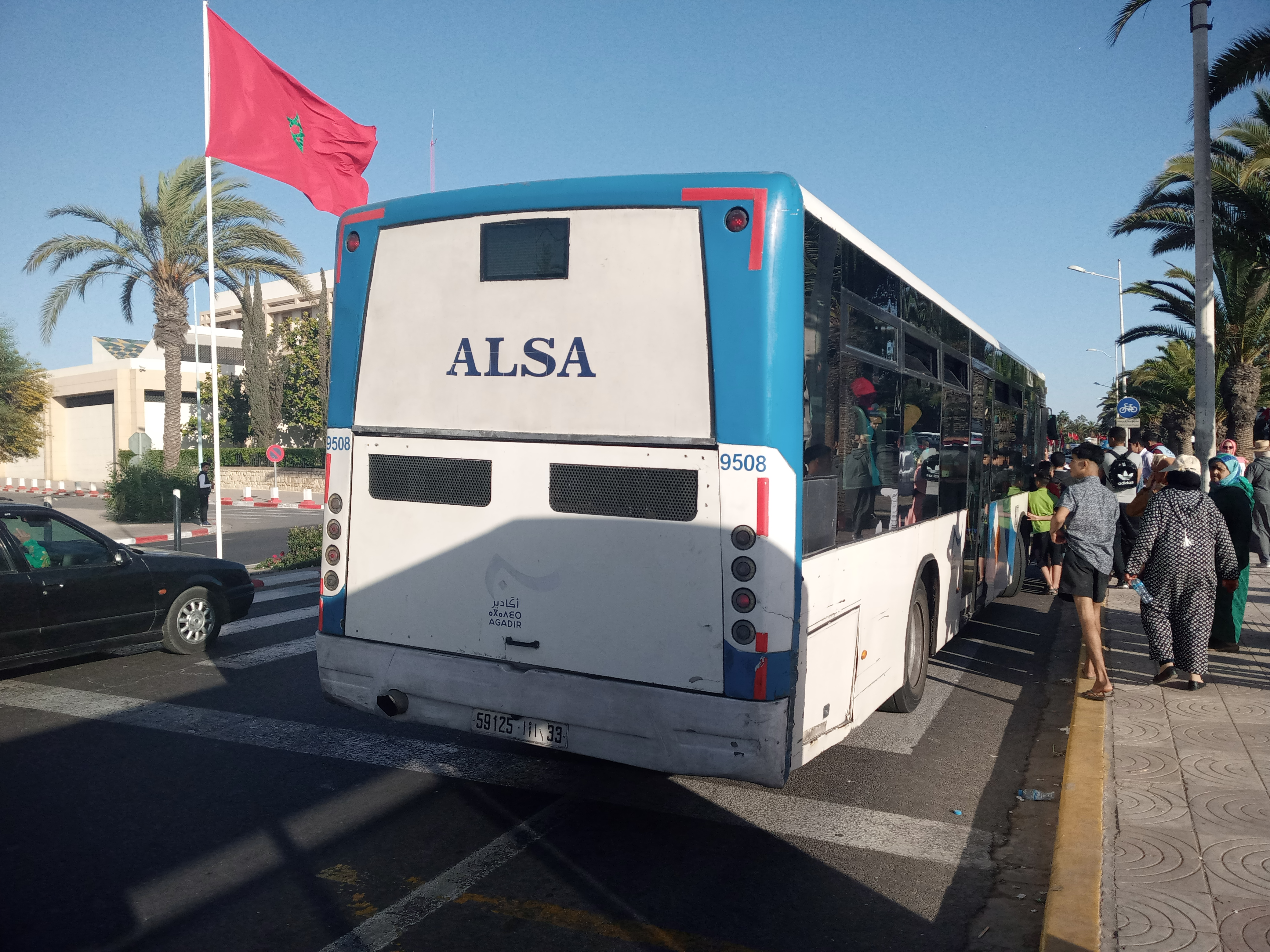
حافلة ألزا في أكادير
حافلة ألزا في طنجة
حافلة ألزا في الرباط
حافلة ألزا في مراكش